# Am Gemeindezentrum (Bennstedt)

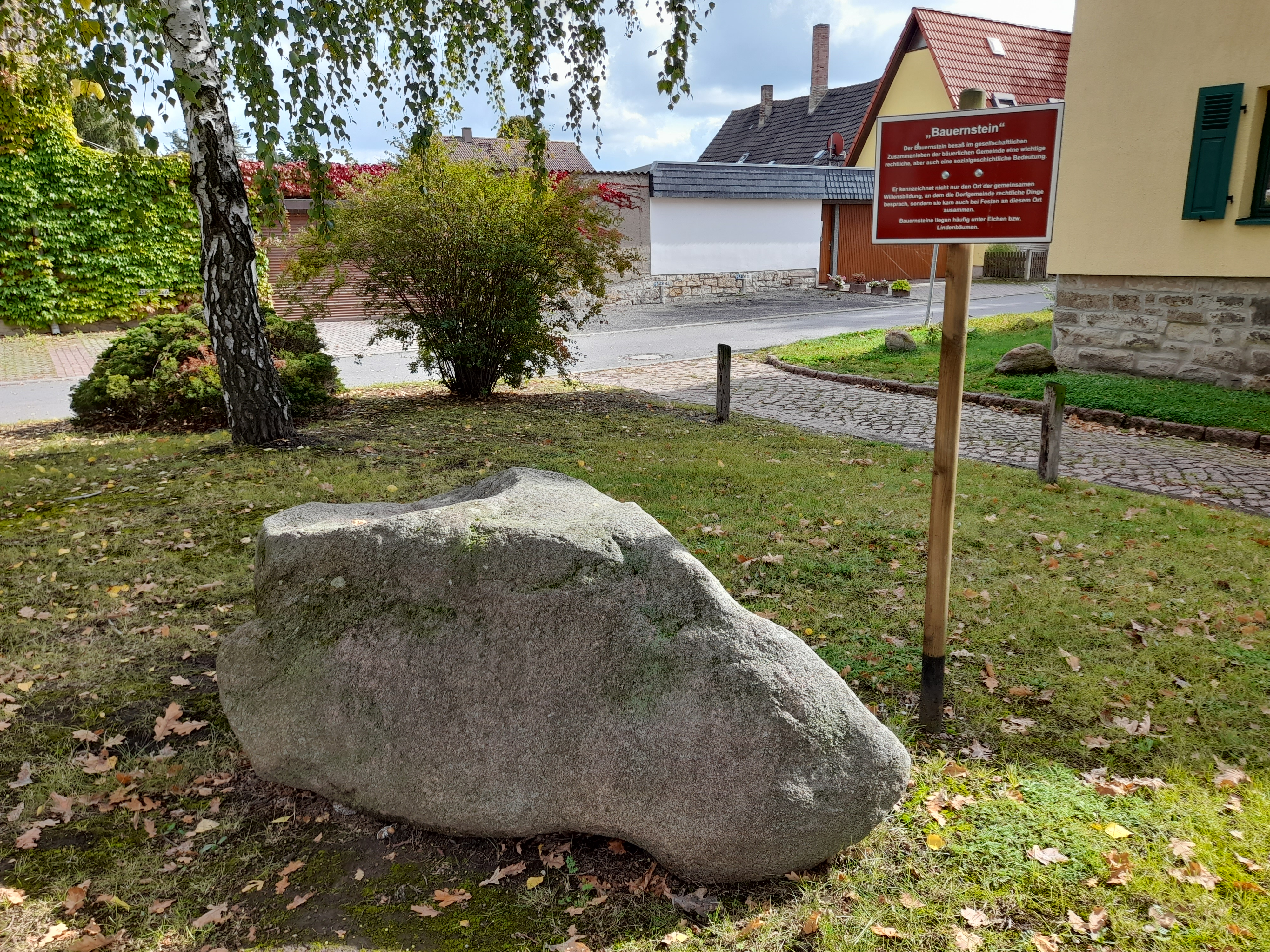
Der Bauernstein im Denkmalbereich

Die Straße Am Gemeindezentrum Bennstedt im Ortsteil Bennstedt der Gemeinde Salzatal in Sachsen-Anhalt ist ein Denkmalbereich. Im örtlichen Denkmalverzeichnis ist der Denkmalbereich unter der Erfassungsnummer 094 55299 verzeichnet.
Die Straße Am Gemeindezentrum entstand aus der Zusammenlegung der beiden Straßen Karl-Liebknecht-Straße und Rosa-Luxemburg-Straße. Der östliche Teil der Straße ist eine Einbahnstraße.

## Denkmalbereich
Der Denkmalbereich umfasst die Hausnummern 3, 9, 10, 11, 12, 23 und 29. Es handelt sich um einen kleinen Platz mit Gehöften; zumeist schlichten, regionaltypischen Lehmbauten aus der Zeit um 1800 mit charakteristischem Krüppelwalmdach.

## Bauernstein
Mit im Denkmalbereich befindet sich ein Bauernstein. Im Gegensatz zu anderen Bauernsteinen besitzt dieser keine gerade Oberfläche. Neben dem Stein wurde 2015 eine Infotafel aufgestellt.